# Nicolas Lefrançois
Nicolas Lefrançois (Caen, 27 april 1987) is een Frans wielrenner die anno 2016 rijdt voor Team Novo Nordisk. Net als de rest van die ploeg leidt hij aan diabetes mellitus.

## Carrière
Toen Lefrançois zes jaar was werd hij gediagnosticeerd met suikerziekte. In 2014 tekende hij een profcontract bij Team Novo Nordisk, nadat hij eerder al een seizoen voor de opleidingsploeg reed. Zijn debuut maakte hij in de Trofeo Palma, waarin hij eindigde op plek 45.

## Resultaten in voornaamste wedstrijden
| Jaar | Parijs-Tours |
| ---- | ------------ |
| 2015 | opgave       |

## Ploegen
- 2014 –  Team Novo Nordisk
- 2015 –  Team Novo Nordisk
- 2016 –  Team Novo Nordisk

Ambrose · Cherhal · Clancy · Cremers · De Mesmaeker · Dilley · Glasspool · Henttala · de Keijzer · Lefrançois · Lozano · Mejías · Peron · Planet · Raeymaekers · Strobel · Verschoor · Williams · Kamstra (stagiair)
Ambrose · Benhamouda · Cherhal · Clancy · Cremers · De Mesmaeker · Dilley · Glasspool · Henttala · Kamstra · de Keijzer · Lefrançois · Lozano · Mejías · Peron · Planet · Verschoor · Williams · van IJzendoorn (stagiair) · Valognes (stagiair)